# Юлиан (консул 142 г.)
Вижте пояснителната страница за други личности с името Юлиан.
Сулпиций Юлиан (на латински: Sulpicius Iulianus) е политик и сенатор на Римската империя през 2 век.
През 142 г. той е суфектконсул заедно с неизвестен колега.